# デミス・ハサビス
デミス・ハサビス (Demis Hassabis, 1976年7月27日-）はイギリスの人工知能研究者、神経科学者（脳科学者）、 コンピュータゲームデザイナー、世界的なゲームプレイヤーである。2024年にデイヴィッド・ベイカー、ジョン・M・ジャンパーとともにノーベル化学賞を受賞した。

## 生い立ち
デミス・ハサビスは北ロンドンで生まれ育った。彼はギリシャ系キプロス人と中国系シンガポール人の家系である。チェスの神童で、ハサビスが13歳の時のイロレーティングは2300で（当時14歳以下のプレイヤーの中ではユディット・ポルガーの2335に次いで世界で2番目に高かった）、イングランドジュニアチェスチームのキャプテンを務めた。

## 教育
ハサビスはロンドン北部のイースト・フィンチリーにある公立の総合制中等学校であるクライスツ・カレッジで学んだ。AレベルとSレベル試験を16歳で終了後、ブルフロッグ・プロダクションでコンピューターゲーム開発者のキャリアを始めた。シンジケートのレベルデザインから始まり、17の時にゲームデザイナーピーター・モリニューとともにテーマパークのデザイン補助とリードプログラミングに携わった。 テーマパークは有名なシミュレーションゲームであり、数百万本を売り上げ、ゴールデンジョイスティック賞を受賞し、経営シムゲームのジャンル全体に影響を与えた。1997年にハサビスはブルフロッグを去り、ケンブリッジ大学のクイーンズ・カレッジに籍を移し、コンピューター・ラボラトリーでコンピューターサイエンスの学位取得に専念した 。 数年間技術企業の立ち上げを行った後、ハサビスは2009年にユニヴァーシティ・カレッジ・ロンドン(UCL)で認知神経科学の博士号を取得するため学究生活に戻り 、ギャツビー計算論的神経科学ユニットでウェルカム・トラスト研究フェローとして、またMITやハーバード大学の客員科学者として神経科学と人工知能の研究を続けた。

## 経歴

### ブルフロッグ・プロダクション
ハサビスはブルフロッグでコンピューターゲーム開発者としてのキャリアを始め、『シンジケート』や『テーマパーク』といったゲーム開発に携わった。

### ライオンヘッド・スタジオ
ケンブリッジ大学卒業後、ハサビスはライオンヘッド・スタジオでブラック＆ホワイトのリードAIプログラマーとして働いた。

### エリクサー・スタジオ
1998年にロンドンを拠点とする独立系ゲーム開発会社であるエリクサー・スタジオを設立した。ハサビスは会社を60人規模まで拡大し、アイドス・インタラクティブ、 ヴィヴェンディ・ユニバーサル、マイクロソフトと販売契約を結び、BAFTAにノミネートされたRepublic: The RevolutionやEvil Geniusのエグゼクティブ・デザイナーでもあった。
エリクサーが幾度かの延期の後に最初に発表したRepublic: The Revolutionは、非常に野心的で独特な政治シミュレーションゲームだった。 最終的に元々の構想よりも内容は縮小され、生暖かいレビューで迎えられた。メタスコアは62/100だった。 Evil Geniusはジェームズ・ボンドを皮肉ったようなシミュレーションで、メタスコア77/100とかなりの善戦をした。 2005年4月に知的財産や技術権を幾つかのパブリッシャーに売却しスタジオは閉鎖した。

### 神経科学
ハサビスはビデオゲーム開発を離れ、AIの新しいアルゴリズムのアイデアのインスピレーションを脳から得るために認知神経科学へ切り替えた。自伝的記憶（en:Autobiographical memory）と記憶喪失の分野で活動し、何本かの影響力のある論文を執筆した。現在、ハサビスがPNASで発表した「海馬損傷を有する患者は記憶喪失を引き起こすことが知られているが、彼らは新しい体験の中に自分自身を想像できない」とする論文が最も引用頻度が高い。重要なのは、このことが想像の構築過程とエピソード記憶の想起の再構成過程とが関連すると実証した点である。これらの発見とfMRIによるフォローアップ研究に基づき、ハサビスはエピソード記憶システムが情景の構築を識別する新しい理論的説明を展開した。すなわち、複雑かつ理路整然とした情景の生成とそれを持続させ続けることが、想起と想像の根本的プロセスの鍵となる。この仕事は主要メディアで広く取り扱われ、サイエンス誌は2007年の10大ブレイクスルーの一つに（第9位として）選んだ。
近年、ハサビスの発見と解釈は他の研究者達の挑戦を受けている。
Larry R. Squireらの論文は海馬病変と想像力欠損の間の乖離だけではなく、記憶喪失と想像力欠損の乖離を報告した。さらにSquireらは、ハサビスらの試験対象である患者の病変は海馬に限定されていたかどうか疑問視した。議論は進行中であるが、最近の研究は元の発見を支持している。

### DeepMind
2010年、ロンドンを拠点とする汎用学習アルゴリズムの構築に特化した機械学習のスタートアップであるDeepMindテクノロジーズを共同で立ち上げCEOを務めた。
2014年1月にDeepMindはGoogleに4億ポンド（約6億2500万ドル）で買収され、ハサビスは一般的なAIプロジェクトを指導するエンジニアリング担当副社長となった。
2015年10月、DeepMindのAlphaGoプログラムは、ヨーロッパ囲碁チャンピオンを打ち倒しAIのブレイクスルーを達成した 。2016年3月には、世界最高ランクの囲碁棋士である李世乭に5試合中4試合に勝利した。
また、タンパク質構造解析AIのAlphaFoldを立ち上げた。

## 受賞

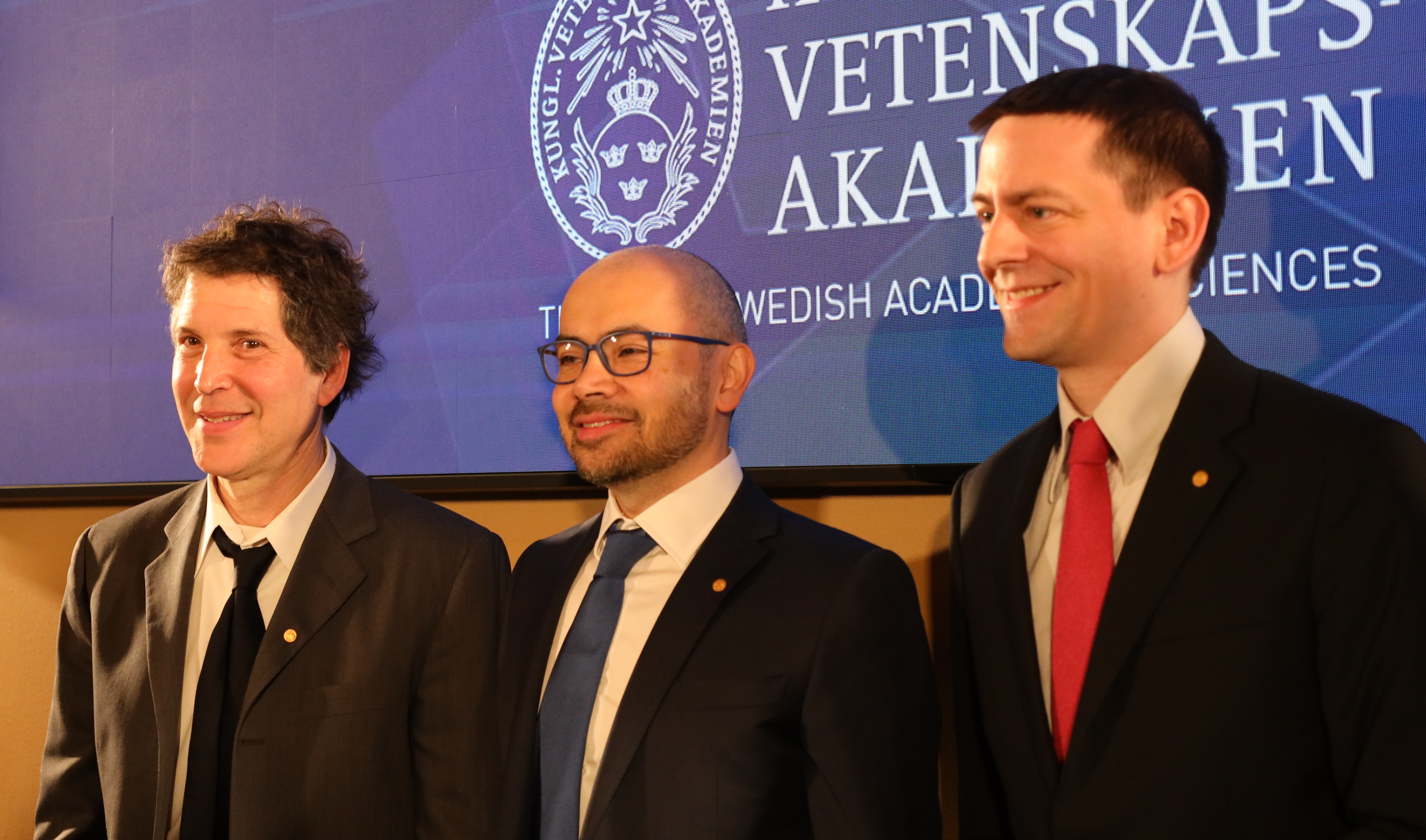
ベイカー、ジャンパーとともに、2024年ストックホルムにて

ハサビスはゲームデザインワークにより2009年に王立技芸協会（FRSA）のフェローに選出された。 
2013年にワイヤードは"Smart 50"に選んだ。2014年にLondon Evening Standard紙はロンドンで3番目に影響力のある人物に選び 、フィナンシャル・タイムズはヨーロッパのトップ50の起業家に選んだ。
2014年に王立協会より権威あるムラード賞を授与された。
2016年、ネイチャーは世界に重要な影響を与えた科学者を毎年10人選出する「今年の10人"Nature's 10"」の一人にハサビスを選んだ。
殊に人工知能による医学研究の変革は高い評価を受け、2020年ピウス11世メダル、2021年IRIメダル、ワイリー賞、2022年アストゥリアス皇太子賞学術・技術研究部門、2023年生命科学ブレイクスルー賞、ガードナー国際賞、アルバート・ラスカー基礎医学研究賞、2024年慶應医学賞、クラリベイト引用栄誉賞、ノーベル化学賞を受賞した。

## 戦績
ハサビスはゲームの世界選手権（Pentamindと呼ばれる ）であるマインドスポーツオリンピアードで5回勝利の後、2003年に競技から引退した。当時の彼は世界最高のオールラウンドプレイヤーと見なされていた。チェス、ディプロマシー、将棋、ポーカーを含む多くのゲームの名プレイヤーである。メインイベントを含めワールドシリーズオブポーカーで6度入賞している。
囲碁は大学時代から始めたが、実力はかなりのものだという。2024年にノーベル化学賞の受賞を記念して日本棋院から名誉九段を贈呈された。